# Bundesautobahn 391
De Bundesautobahn 391 (kortweg A391), ook wel Braunschweiger Stadtautobahn of Westtangente Braunschweig genoemd, is een Duitse autosnelweg die ten westen van Braunschweig verloopt, en een belangrijke verbinding tussen de A39 in het zuiden en de A2 in het noorden vormt. Na de kruising met de A2 gaat de A391 over in de B4.
Oorspronkelijk was het de bedoeling dat de A391 de binnenstad van Braunschweig zou ontlasten. Het zou een stadsring moeten worden die vooral de bewoners van de regio's Braunschweig, Salzgitter en de Harz een aansluiting op het Duitse autosnelwegennet zou gaan geven.
Omdat de A391 binnen het Duitse wegennet in eerste instantie als regionale weg is aangewezen ontbreken op delen bijvoorbeeld de vluchtstroken.